# Laurence Olivier Awards 1978
Die 3. Laurence Olivier Awards 1978 wurden in London vergeben, damals noch unter der Bezeichnung Society of West End Theatre Awards. Ausgezeichnet wurden Produktionen der Theatersaison 1977/78.

## Hintergrund
Der Laurence Olivier Award (auch Olivier Award) ist ein seit 1976 jährlich vergebener britischer Theater- und Musicalpreis. Er gilt als höchste Auszeichnung im britischen Theater und ist vergleichbar mit dem Tony Award am amerikanischen Broadway. Verliehen wird die Auszeichnung von der Society of London Theatre. Ausgezeichnet werden herausragende Darsteller und Produktionen einer Theatersaison, die im Londoner West End zu sehen waren. Die Auszeichnungen hießen zunächst Society of West End Theatre Awards und wurden 1985 zu Ehren des renommierten britischen Schauspielers Laurence Olivier in Laurence Olivier Awards umbenannt. Die Nominierten und Gewinner der Laurence Olivier Awards „werden jedes Jahr von einer Gruppe angesehener Theaterfachleute, Theaterkoryphäen und Mitgliedern des Publikums ausgewählt, die wegen ihrer Leidenschaft für das Londoner Theater“ bekannt sind.

## Gewinner und Nominierte
| Bestes neues Theaterstück | Bestes neues Musical |
| --- | --- |
| - Whose Life Is It Anyway von Brian Clark – Mermaid Theatre / Savoy Theatre - Half-Life von Julian Mitchell – Royal National Theatre - Lark Rise von Flora Thompson, adaptiert von Keith Dewhurst – Royal National Theatre - Plenty von David Hare – Royal National Theatre | - Evita – Prince Edward Theatre - Annie – Victoria Palace Theatre - Elvis – Prince Edward Theatre |
| Beste neue Comedy | |
| - Filumena Marturano von Eduardo De Filippo, adaptiert von Willis Hall / Keith Waterhouse – Lyric Theatre - Shut Your Eyes and Think of England von John Chapman / Anthony Marriott – Apollo Theatre - Ten Times Table von Alan Ayckbourn – Globe Theatre | |
| Darsteller des Jahres Wiederaufnahme | Darstellerin des Jahres Wiederaufnahme |
| - Alan Howard als Coriolanus in Coriolanus – Royal Shakespeare Company im Aldwych Theatre - Derek Jacobi als Nikolai Ivanov in Ivanov – Old Vic Theatre - Timothy West als Max in The Homecoming – Garrick Theatre - Nicol Williamson als Bill Maitland in Inadmissible Evidence – Royal Court Theatre                                                                            | - Dorothy Tutin als Lady Plyant in The Double Dealer – Royal National Theatre - Eileen Atkins als Viola in Twelfth Night – Old Vic Theatre - Ingrid Bergman als Helen Lancaster in Waters of the Moon – Theatre Royal Haymarket - Wendy Hiller als Mrs. Whyte in Waters of the Moon – Theatre Royal Haymarket                        |
| Darsteller des Jahres Theaterstück | Darstellerin des Jahres Theaterstück |
| - Tom Conti als Ken Harrison in Whose Life Is It Anyway – Mermaid Theatre / Savoy Theatre - Gordon Chater als Robert O’Brien in The Elocution of Benjamin Franklin – May Fair Theatre - John Gielgud als Sir Noel Cunliffe in Half-Life – Royal National Theatre - Peter McEnery als Albie Sachs in The Jail Diary of Albie Sachs – Royal Shakespeare Company im Donmar Warehouse | - Joan Plowright als Filumena Marturano in Filumena Marturano – Lyric Theatre - Yvonne Bryceland als Hecuba in The Woman – Royal National Theatre - Sylvia Miles als Mrs. Wire in Vieux Carré – Piccadilly Theatre - Kate Nelligan als Susan Traherne in Plenty – Royal National Theatre                                             |
| Beste Musical-Darbietung | |
| - Elaine Paige als Eva Perón in Evita – Prince Edward Theatre - David Essex als Che in Evita – Prince Edward Theatre - Roy Hudd als Fagin in Oliver! – Albery Theatre - Stratford Johns als Daddy Oliver Warbucks in Annie – Victoria Palace Theatre | |
| Beste Comedy-Darbietung | |
| - Ian McKellen als Face/Jeremy in The Alchemist – Royal Shakespeare Company im Aldwych Theatre - Sheila Hancock als Miss Agatha Hannigan in Annie – Victoria Palace Theatre - Geraldine McEwan als Lulu in Look after Lulu – Theatre Royal Haymarket - Donald Sinden als Darsteller in Shut Your Eyes and Think of England – Apollo Theatre                                       | |
| Bester Nebendarsteller Theaterstück | Beste Nebendarstellerin Theaterstück |
| - Robert Eddison als Sir Andrew Aguecheek und Feste in Twelfth Night – Old Vic Theatre - Michael Bryant als Sir Paul Plyant in The Double Dealer – Royal National Theatre - Julian Glover als Tullus Aufidius in Coriolanus – Royal Shakespeare Company im Aldwych Theatre - Robert Stephens als Mayor in Brand – Royal National Theatre                                          | - Elizabeth Spriggs als Sonia Marsden in Love Letters on Blue Paper – Royal National Theatre - Brenda Bruce als Alizon Eliot in The Lady’s Not for Burning – Old Vic Theatre - Susan Fleetwood als Ismene in The Woman – Royal National Theatre - Patricia Hayes als Rosalia Solimene in Filumena Marturano – Royal National Theatre |
| Beste Regie | |
| - Terry Hands für Henry VI – Royal Shakespeare Company im Aldwych Theatre - Bill Bryden und Sebastian Graham-Jones für Lark Rise – Royal National Theatre - Christopher Morahan für The Philanderer – Royal National Theatre - Harold Prince für Evita – Prince Edward Theatre | |
| Bestes Bühnenbild | |
| - Ralph Koltai für Brand – Royal National Theatre - Eileen Diss für The Homecoming – Garrick Theatre - Abd’Elkader Farrah für Henry VI – Royal Shakespeare Company im Aldwych Theatre - Tanya Moiseiwitsch für The Double Dealer – Royal National Theatre | |
| Herausragende Leistungen Ballett | Bestes neues Ballett |
| - Robert Cohan für die künstlerische Leitung, London Contemporary Dance Theatre – Sadler’s Wells Theatre - Christopher Bruce für die Choreografie der Rambert Dance Company – Sadler’s Wells Theatre - Siobhan Davies in Harmonica Breakdown – Sadler’s Wells Theatre - Lynn Seymour in A Month in the Country, The Royal Ballet – Royal Opera House                              | - A Month in the Country, The Royal Ballet – Royal Opera House - People Alone, London Contemporary Dance Theatre – Sadler’s Wells Theatre - Praeludium, Ballet Rambert – Sadler’s Wells Theatre - Song of the Earth, Stuttgart Ballet – London Coliseum                                                                              |
| Herausragende Leistungen Oper | Beste neue Oper |
| - English National Opera für ihr kühnes Repertoire – London Coliseum - Colin Davis für die musikalische Leitung, The Royal Opera – Royal Opera House | - Lohengrin, The Royal Opera – Royal Opera House - La fanciulla del West, The Royal Opera – Royal Opera House - Luisa Miller, The Royal Opera – Royal Opera House - The Seven Deadly Sins, English National Opera – London Coliseum                                                                                                  |

## Sonderpreise
| Kategorie                         | Preisträger |
| --------------------------------- | ----------- |
| Sonderpreis der Society of London | Brian Clark |

## Statistik

### Mehrfache Nominierungen
- 4 Nominierungen: Evita
- 3 Nominierungen: Annie, Filumena und The Double Dealer
- 2 Nominierungen: Brand, Coriolanus, Half-Life, Henry VI, Lark Rise, Plenty, Shut Your Eyes and Think of England, The Homecoming, The Woman, Twelfth Night, Waters of the Moon und Whose Life Is It Anyway

### Mehrfache Gewinne
- 2 Gewinne: Evita, Filumena und Whose Life Is It Anyway